# Lithoteng Community
Lithoteng Community är en gemenskap i Lesotho.   Den ligger i distriktet Maseru, i den västra delen av landet, 6 km sydost om huvudstaden Maseru.